# Поддержка огнём и колёсами

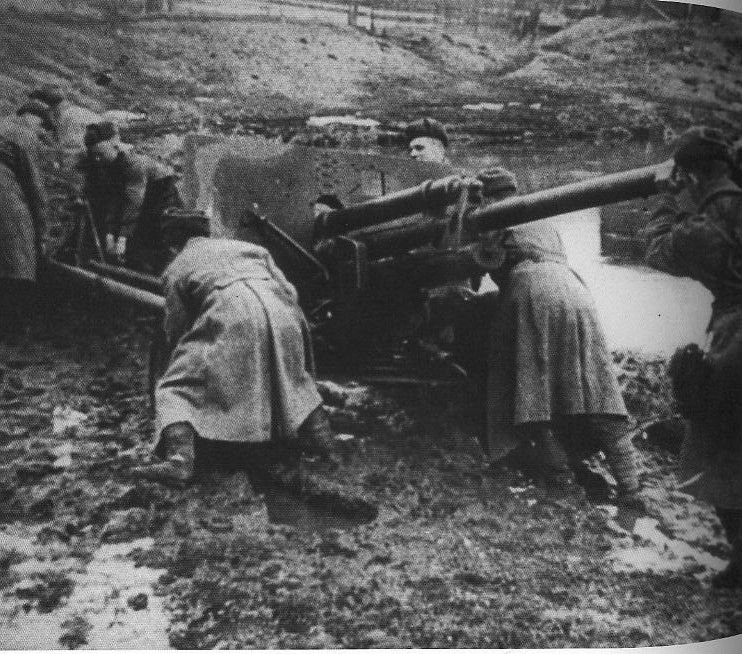
«Артиллерия — бог войны», фото времен Великой Отечественной войны.

На фотоснимке — 75,8-мм германская мортира-миномёт времён Первой Мировой войны с нарезным стволом. Bec системы — 196 кг.

Поддержка огнём и колёсами — артиллерийский термин, применявшийся по отношению к расчётам пехотных орудий до середины XX века и означавший возможность их перемещения только силами их расчётов.
В рабочих документах также именовалась маневрировать и сопровождать огнём и колесами.

## Сущность
Расчёты пехотных орудий вели бой непосредственно в порядках стрелковых подразделений, оказывая огневую поддержку их продвижению. Огнём пехотных орудий поражались вражеские огневые точки, укрепления, скопления живой силы противника, их можно было использовать и для отражения танковых контратак. Они перекатывались по полю боя только силами своих расчётов, неотступно сопровождая своих стрелков (пехотинцев). Это называлось «поддержкой колёсами». В отличие от них, орудия тяжёлой буксируемой артиллерии находились на постоянных огневых позициях и для их смены требовали тягачей или упряжных лошадей, а также значительного количества времени. Они оказывали поддержку своим войскам только огнём.

## Выход из употребления
После Второй мировой войны продолжившаяся моторизация и механизация войск (мотострелковые войска) и сил, развитие самоходной артиллерии, оснащение стрелковых войск (пехоты) боевыми транспортёрами (БТР), машинами пехоты (БМП) и ручными (РПГ) и переносными гранатомётами привели к практически полному исчезновению пехотных орудий и термина «Поддержка огнём и колёсами».